# True Glacier
True Glacier är en glaciär i Antarktis. Den ligger i Västantarktis. Inget land gör anspråk på området. True Glacier ligger 357 meter över havet.
Terrängen runt True Glacier är kuperad åt nordost, men åt sydväst är den platt. Trakten är obefolkad. Det finns inga samhällen i närheten.